# 絕命律師 (第四季)
美國犯罪劇情電視劇《絕命律師》第四季於2018年8月6日首播，並於2018年10月8日完結。該季總共十集，於星期一晚上在美國AMC播出。作為《絕命毒師》的外傳，《絕命律師》由文斯·吉利根和彼得·古爾德共同開創，而兩人都曾參與《絕命毒師》的製作。
該劇第一季和第二季主要發生在2002年，第三季將故事情節推進到2003年。該季的時間背景主要是在2003年，第七集時間跳躍之後的最後四集則發生在2004年。鮑勃·奧登科克重新飾演吉米·麥吉爾，他在該季要與金·魏斯勒（蕾亚·塞洪 飾）努力應付哥哥查克·麥吉爾（邁克爾·麥基恩 飾）的死；霍華德·漢姆林（帕特里克·法比安 飾）認為自己對查克的死負有責任，導致他患上抑鬱症和疏於工作；葛斯·弗林（詹卡洛·埃斯波西托 飾）懷疑是納丘·瓦加（迈克尔·曼多 飾）令赫克特·薩拉曼卡（馬克·馬古利斯 飾）中風的，納丘因而成為葛斯在薩拉曼卡家族組織裡的內奸；葛斯聘請一名工程師和施工團隊在工業洗衣店下建造冰毒“超級實驗室”，麥克·艾曼翠岳（喬納森·班克斯 飾）則幫助葛斯管理他們；拉洛·薩拉曼卡（托尼·代尔顿 飾）來到此地開始經營家族的毒品生意。吉利根在2018年1月說“《絕命律師》在該季會變得更黑暗”，而奧登柯克則表示該季將“更上一層樓”。
該季備受評論家和觀眾好評，更獲得第71屆黃金時段艾美獎的六項提名，其中包括最佳劇情類劇集。

## 演員與角色

### 主要角色
- 鮑勃·奧登科克 飾演 吉米·麥吉爾／薩爾·古德曼（Jimmy McGill / Saul Goodman）：被暫時禁止執業的新墨西哥州律師，轉為擔任手機銷售經理，在晚上兼職向罪犯銷售預付費電話。他目前化名為吉恩·塔卡維奇（Gene Takavic）在奧馬哈經營一家肉桂卷專門店Cinnabon。
- 喬納森·班克斯 飾演 麥克·艾曼翠岳（Mike Ehrmantraut）：牧歌企業（Madrigal）安全顧問，逐漸成為葛斯犯罪的“清潔工（英语：Cleaner (crime)）”。
- 蕾亚·塞洪 飾演 金·魏斯勒（英语：Kim Wexler）：吉米的密友和情人，現在主要是一名企業銀行的律師，對公設辯護案件有道德上的熱情。
- 帕特里克·法比安 飾演 霍華德·漢姆林（英语：Howard Hamlin）：搖搖欲墜的HHM律師行（Hamlin, Hamlin & McGill）的唯一管理合夥人，查克的遺囑執行人，患有失眠和抑鬱症。
- 迈克尔·曼多 飾演 納丘·瓦加（Nacho Varga）：埃拉迪奧（Don Eladio）的墨西哥販毒集團的中尉，現在負責阿爾伯克基地區的日常運營；被夾在對立的薩拉曼卡家族和葛斯之間，在試圖殺死赫克特後被葛斯收編。
- 詹卡洛·埃斯波西托 飾演 葛斯·弗林（Gus Fring）：智利裔美國人，埃拉迪奧的墨西哥販毒集團在阿爾伯克基的冰毒經銷商，經營快餐連鎖店“炸雞兄弟（英语：Los Pollos Hermanos）”來掩飾自己的毒梟身份。

### 常設角色
- 馬克·馬古利斯（英语：Mark Margolis） 飾演 赫克特·薩拉曼卡（英语：List of characters in the Breaking Bad franchise#Hector Salamanca）：埃拉迪奧的墨西哥販毒集團中薩拉曼卡家族的族長，在第三季結尾因中風而喪失行動能力。
- 凯瑞·康顿 飾演 史黛西·艾曼翠岳（英语：List of characters in the Breaking Bad franchise#Stacey Ehrmantraut）：麥克的寡婦兒媳，凱莉的母親。
- 傑瑞瑪·比蘇（英语：Jeremiah Bitsui） 飾演 維克多（Victor）：葛斯的副手。
- 文森特·富恩特（Vincent Fuentes） 飾演 阿圖羅（Arturo）：一名為納丘和赫克托工作的罪犯。
- 安·庫薩克（英语：Ann Cusack） 飾演 蕾貝卡·博伊斯（英语：List of characters in the Breaking Bad franchise#Rebecca Bois）：查克的前妻。
- 丹尼斯·布茨卡里斯（英语：Dennis Boutsikaris） 飾演 里奇·史威卡（英语：List of characters in the Breaking Bad franchise#Rich Schweikart）：鷸十字中心（Sandpiper Crossing）的法律代表。
- 安德魯·弗里德曼（Andrew Friedman） 飾演 奈夫先生（Mr. Neff）：奈夫複印機（Neff Copiers）的經理。
- 普爾娜·雅格娜森 飾演 莫琳·布魯克納醫生（Dr. Maureen Bruckner）：由葛斯資助的约翰斯·霍普金斯医院中風康復專家，負責監督赫克特的治療。
- 丹尼爾·蒙卡達（英语：Daniel and Luis Moncada）和路易斯·蒙卡達（英语：Daniel and Luis Moncada） 飾演 萊昂內爾和馬可·薩拉曼卡（英语：List of characters in the Breaking Bad franchise#Leonel and Marco Salamanca）：屠庫的堂親，赫克托的侄子，埃拉迪奧的墨西哥販毒集團殘酷殺手。
- 哈維爾·格拉傑達（Javier Grajeda） 飾演 胡安·博爾薩（Juan Bolsa）：埃拉迪奧的墨西哥販毒集團的高級成員。
- 雷·坎貝爾（Ray Campbell） 飾演 泰瑞斯·基特（Tyrus Kitt）：葛斯的副手。
- 胡安·卡洛斯·坎圖（Juan Carlos Cantu） 飾演 曼努埃爾·瓦加（英语：List of characters in the Breaking Bad franchise#Manuel Varga）：納丘的父親，是一家座椅面料店的老闆兼經理。
- 阿比蓋爾·佐伊·劉易斯（Abigail Zoe Lewis） 飾演 凱莉·艾曼翠岳（Kaylee Ehrmantraut）：麥克的孫女。
- 雷克斯·林恩 飾演 凱文·華特爾（英语：List of characters in the Breaking Bad franchise#Kevin Wachtell）：梅薩維德銀行（Mesa Verde Bank）的首席執行官，金唯一的委託人。
- 卡拉·皮夫科（英语：Cara Pifko） 飾演 佩奇·諾維克（英语：List of characters in the Breaking Bad franchise#Paige Novick）：梅薩維德銀行的高級顧問。
- 弗蘭克·羅斯（Franc Ross） 飾演 伊拉（Ira）：一名與吉米合作的竊賊。
- 安慶名惠子 飾演 維奧拉·戈托（英语：List of characters in the Breaking Bad franchise#Viola Goto）：金的律師助理。
- 湯米·納爾遜（Tommy Nelson） 飾演 羅科（Rocco）：在店舖外搶劫吉米的惡棍首領。
- 卡林·詹姆斯（Carlin James） 飾演 贊恩（Zane）：一名搶劫吉米的惡棍。
- 科里·查普曼（Cory Chapman） 飾演 傑德（Jed）：一名搶劫吉米的惡棍。
- 艾琳·福格蒂（英语：Eileen Fogarty） 飾演 阮夫人（英语：List of characters in the Breaking Bad franchise#Mrs. Nguyen）：一家美甲沙龍的老闆，吉米的房東。
- 大衛·科斯塔比爾（英语：David Costabile） 飾演 蓋爾·博蒂徹：一名學術理想主義的大學化學系學生。
- 雷納·博克（英语：Rainer Bock） 飾演 維爾納·齊格勒（Werner Ziegler）：葛斯聘請的德國工程師，負責規劃和監督地下冰毒“超級實驗室”的施工。
- 史提芬·卡皮契 飾演 卡斯帕（Casper）：齊格勒施工團隊的成員，負責建造葛斯的冰毒“超級實驗室”。
- 本·貝拉·伯姆（Ben Bela Böhm） 飾演 凱（Kai）：齊格勒施工團隊的成員，負責建造葛斯的冰毒“超級實驗室”，麥克很鄙視他。
- 拉沃·克勞福特（英语：Lavell Crawford） 飾演 修爾·巴賓納（英语：List of characters in the Breaking Bad franchise#Huell Babineaux）：一名專業扒手，吉米聘請他負責安保。
- 邁克爾·麥基恩 飾演 查克·麥吉爾（英语：Chuck McGill）：吉米已故的哥哥和HHM律師行的創始合夥人，出現在閃回片段（英语：Flashback (narrative)）中。他在第三季結束時自殺。
- 喬什·法登（英语：Josh Fadem） 飾演 攝製傢伙（Camera Guy）：一名幫助吉米拍攝不同影片的電影學生。
- 海莉·福爾摩斯（Hayley Holmes） 飾演 戲劇女孩（Drama Girl）：一名幫助吉米拍攝不同影片的電影學生。
- 朱利安·邦飛格里奧（Julian Bonfiglio） 飾演 收音傢伙（Sound Guy）：一名幫助吉米拍攝不同影片的電影學生。
- 托尼·代尔顿 飾演 拉洛·薩拉曼卡（英语：Lalo Salamanca）：薩拉曼卡家族販毒業務的代理負責人，埃拉迪奧在阿爾伯克基的“清潔工（英语：Cleaner (crime)）”。
- 伊桑·菲利普斯（英语：Ethan Phillips） 飾演 本尼迪克特·芒辛格（Benedict Munsinger）：一名法官。

### 客串角色
- 小埃德·貝格里 飾演 克里夫·梅因（英语：List of characters in the Breaking Bad franchise#Cliff Main）：D&M律師行（Davis & Main）的管理合夥人，吉米在第二季的前雇主。
- 唐·哈維（英语：Don Harvey (actor, born 1960)） 飾演 傑夫（Jeff）：吉恩（薩爾化名）遭遇的出租車司機。
- 蘿拉·佛萊瑟 飾演 莉蒂亞·羅達特-奎爾（Lydia Rodarte-Quayle）：牧歌電氣的管理人，葛斯的合作者。
- JB·布蘭克（英语：JB Blanc） 飾演 巴里·古德曼（Barry Goodman）：葛斯的醫療顧問。
- 喬·德羅薩（英语：Joe DeRosa (comedian)） 飾演 卡爾德拉醫生（英语：List of characters in the Breaking Bad franchise#Dr. Caldera）：一名兽医，是麥克以及吉米與黑社會之間的聯絡人。
- 塔瑪拉·圖尼（英语：Tamara Tunie） 飾演 安妮塔（Anita）：互助協會的成員。
- 蒂娜·帕克（英语：Tina Parker） 飾演 弗朗西斯卡·利迪（Francesca Liddy）：吉米的秘書。
- 彼得·迪斯（Peter Diseth） 飾演 比爾·奧克利（英语：List of characters in the Breaking Bad franchise#Bill Oakley）：一名地區副檢察官。
- 麥斯希姆諾·阿爾奇尼加（英语：Max Arciniega） 飾演 多明戈·“瘋狂小八”·莫林納（Domingo "Krazy-8" Molina）：為納丘和薩拉曼卡家族工作的冰毒經銷商。
- 布蘭登·K·漢普頓（Brandon K. Hampton） 飾演 厄内斯托（英语：List of characters in the Breaking Bad franchise#Ernesto）：查克的律師助理／助理，出現在閃回片段中。

## 集數
| 總集數 | 集數 （季） | 標題                         | 導演            | 編劇                       | 上線日期      | U.S.收視人數 （百萬） |
| ------ | ----------- | ---------------------------- | --------------- | -------------------------- | ------------- | --------------------- |
| 31     | 1           | 濃煙 Smoke                   | 明基·斯皮羅（Minkie Spiro） | 彼得·古爾德                | 2018年8月6日  | 1.77                  |
| 32     | 2           | 呼吸 Breathe                 | 蜜雪兒·麥勞倫   | 托馬斯·施瑙茲              | 2018年8月13日 | 1.55                  |
| 33     | 3           | 做點好事 Something Beautiful | 丹尼爾·薩克海姆 | 戈登·史密斯                | 2018年8月20日 | 1.51                  |
| 34     | 4           | 話 Talk                      | 約翰·希班       | 希瑟·馬里恩（Heather Marion）            | 2018年8月27日 | 1.53                  |
| 35     | 5           | 刺激吧 Quite a Ride          | 邁克爾·莫里斯   | 安·切爾基斯（Ann Cherkis）            | 2018年9月3日  | 1.53                  |
| 36     | 6           | 皮納塔 Piñata                | 安德鲁·斯坦顿   | 詹妮弗·哈奇森              | 2018年9月10日 | 1.40                  |
| 37     | 7           | 蠢事 Something Stupid        | 黛博拉·周       | 艾莉森·塔洛克（Alison Tatlock）          | 2018年9月17日 | 1.35                  |
| 38     | 8           | 庫沙塔 Coushatta             | 吉姆·麥凱       | 戈登·史密斯                | 2018年9月24日 | 1.37                  |
| 39     | 9           | 再見面 Wiedersehen           | 文斯·吉利根     | 詹妮弗·哈奇森              | 2018年10月1日 | 1.35                  |
| 40     | 10          | 贏家 Winner                  | 亞當·伯恩斯坦   | 彼得·古爾德、托馬斯·施瑙茲 | 2018年10月8日 | 1.53                  |

## 製作

### 開發
AMC於2017年6月續訂《絕命律師》第四季總共10集。第四季於2018年8月首播，在每星期一晚9點（美國東部時間）播出；該季的首播時間比前幾季晚，第一季和第二季均於2015年和2016年2月首播，第三季則於2017年4月首播。《Screen Rant》推測這是由於該季直到第三季播出後才續訂，因此編劇的寫作起步較晚，令該季直到2018年1月才開始拍攝。

### 選角

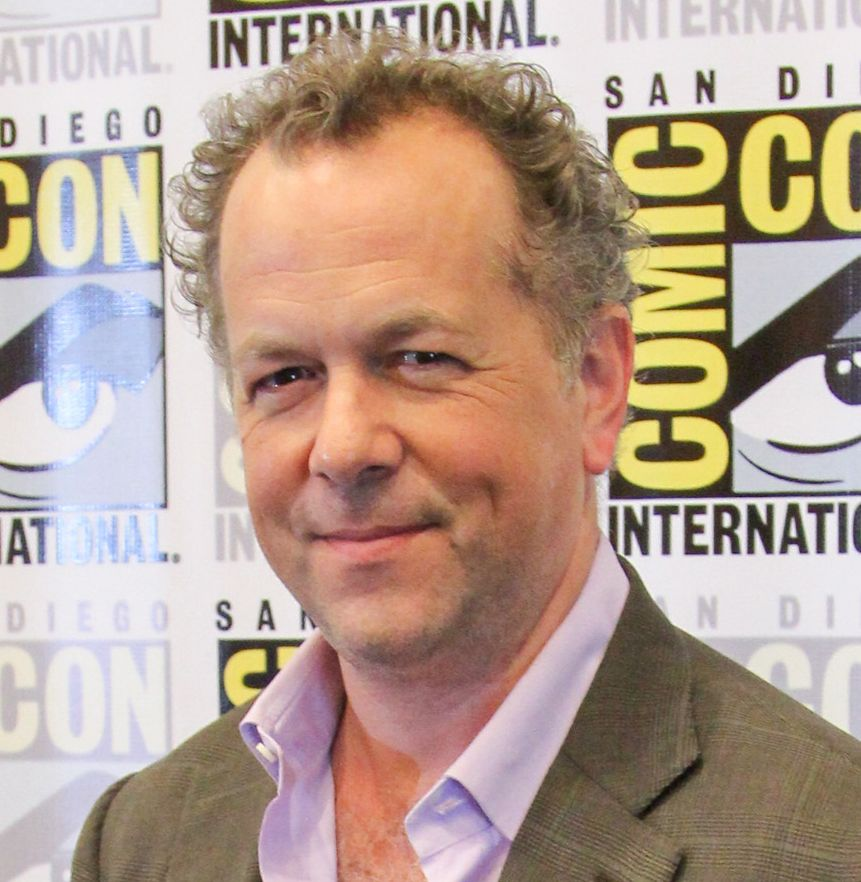
大衛·科斯塔比爾在該季第三集“做點好事 (絕命律師)”中回歸，重新飾演他在《絕命毒師》中的角色——化學家蓋爾·博蒂徹（Gale Boetticher）。

絕大部分主要演員都繼續主演該季；鮑勃·奧登科克飾演吉米·麥吉爾，喬納森·班克斯飾演麥克·艾曼翠岳，蕾亚·塞洪飾演金·魏斯勒，帕特里克·法比安飾演霍華德·漢姆林，迈克尔·曼多飾演納丘·瓦加以及詹卡洛·埃斯波西托飾演葛斯·弗林。邁克爾·麥基恩（飾演查克·麥吉爾）是前三季的主要演員，但由於查克在第三季大結局中去世，他並沒有作為主要演員回歸該季。麥基恩在第三季大結局後的2017年6月採訪中評論重返該劇的可能性，並表示“我知道他們想在下季讓我在一些閃回片段出現。”麥基恩在該季第六集“皮納塔”開頭的閃回片段中客串出演，並在該季大結局“贏家”中再度客串。
2018年5月，有報導稱史提芬·卡皮契將在該季飾演一個常設角色，卡皮契表示：“我很高興有機會成為《絕命律師》大家庭的一份子。這是我最喜歡的電視節目之一，成為《絕命毒師》宇宙的一員讓我夢想成真。”由托尼·代尔顿飾演的拉洛·薩拉曼卡在該季的第八集中首次登場，該角色在《絕命毒師》劇集“最好致電索爾”中首次被提及。
“做點好事”一集標誌著《絕命毒師》中大衛·科斯塔比爾飾演的配角蓋爾·博蒂徹首次出現在《絕命律師》中。《絕命律師》團隊即將結束第一季的製作時，科斯塔比爾亦正好一直在阿爾伯克基拍攝《聖城掘密》，他與節目統籌彼得·古爾德會面，古爾德他們同意讓他出現在該劇中。科斯塔比爾能夠在拍攝《億萬風雲》期間同時為該劇拍攝，他需要以卡拉OK風格唱出湯姆·萊勒的“元素”，但他只有大約一星期的時間來記住他的台詞和歌詞。這段短暫的時間與他過去在《絕命毒師》中的演唱形成鮮明對比，因為當時他有更多的時間來記住歌詞。

### 拍攝
與其前作《絕命毒師》一樣，《絕命律師》以新墨西哥州阿爾伯克基為背景和拍攝。該季於2018年1月開始拍攝，首播集由明基·斯皮羅（Minkie Spiro）執導。2018年5月30日，編劇托馬斯·施瑙茲在一條推文中證實該季已經完成製作。
在該季首播集的第一個場景中，薩爾（以化名吉恩·塔卡維奇（Gene Takavic）隱藏自己的真實身份）正在內布拉斯加州的Cinnabon工作。這個場景以奧馬哈為背景，但實際上是在新墨西哥州阿爾伯克基的卡頓伍德購物中心拍攝。
飾演毒梟赫克特·薩拉曼卡的馬克·馬古利斯在拍攝期間意外跌倒，因頭部嚴重受傷而需要進行腦部手術。
“皮納塔”一集由安德鲁·斯坦顿執導，他以編劇和執導多部彼思電影而聞名，其中包括《海底总动员》和《太空奇兵·威E》。在與該劇的執行製片人馬克·約翰遜和梅麗莎·伯恩斯坦（Melissa Bernstein）見面時，他被建議接受一個執導該劇一集的機會，他表示非常興奮，因為他一直是《絕命毒師》和《絕命律師》的粉絲，並希望有機會與開創者文斯·吉利根和彼得·古爾德合作。

## 迴響

### 評價
| 第四季（2018年）：烂番茄追踪到的所有评论家的评论中，正面评论占比 |                                                              |
|                                                                  | 由于已知的技术原因，图表暂时不可用。带来不便，我们深表歉意。 |

該季與前三季一樣廣受好評，尤其是在節奏和角色發展方面。根据評論匯總网站爛番茄汇总的185篇评论文章，99%的评论家给予第四季正面评价，使之獲得「認證新鮮」標識，平均打分为8.90分（满分10分）第四季在Metacritic網站上得到「普遍讚譽」，獲得了87/100分（16位影評人）。
《IndieWire》的麗茲·香農·米勒（Liz Shannon Miller）根據前三集給該季評分為“A”並寫道：“第四季更出色、更深入、更大膽……該劇是電視上最微妙、最精彩的節目之一。”《大西洋》的斯賓塞·科恩哈伯（Spencer Kornhaber）談到該季首播集時說：“舊派的動態翻轉，長期醞釀的角色研究得到回報，感覺就像在令人驚訝的地方升起噴泉一樣。”
《時代雜誌》的朱迪·伯曼（Judy Berman）在該季大結局之後寫道：“在向我們展示一個人注定的道德敗壞時，《絕命律師》用第四季示範虛偽的刑事司法系統是如何讓整個階層的人終生陷入困境。”《/Film》的克里斯·伊凡格麗斯塔（Chris Evangelista）亦在大結局後寫道：“《絕命律師》仍然是目前電視上最好的節目之一。該季不僅只有吉米改變，他也改變了他周圍的人——而且是最壞的。”
由托尼·代尔顿飾演的拉洛·薩拉曼卡在該季被介紹為常設角色，《滾石雜誌》的艾倫·塞賓沃爾形容代爾頓“給這個角色留下深刻的第一印象，所以希望這不僅僅是為了填補觀眾早就忘記了存在的空白。”

### 收視率
| 序 | 標題     | 播出日期      | 收視率 （18–49歲） | 收視人数 （百萬） | DVR收視率 （18–49歲） | DVR收視人数 （百萬） | 總收視率 （18–49歲） | 總收視人数 （百萬） |
| -- | -------- | ------------- | ------------------ | ----------------- | --------------------- | -------------------- | -------------------- | ------------------- |
| 1  | 濃煙     | 2018年8月6日  | 0.6                | 1.77              | 0.5                   | 1.41                 | 1.1                  | 3.18a               |
| 2  | 呼吸     | 2018年8月13日 | 0.4                | 1.55              | 0.7                   | 1.77                 | 1.1                  | 3.32                |
| 3  | 做點好事 | 2018年8月20日 | 0.4                | 1.51              | 0.5                   | 1.35                 | 0.9                  | 2.86a               |
| 4  | 話       | 2018年8月27日 | 0.4                | 1.53              | 0.7                   | 1.99                 | 1.1                  | 3.52                |
| 5  | 刺激吧   | 2018年9月3日  | 0.4                | 1.53              | 0.7                   | 1.87                 | 1.1                  | 3.40                |
| 6  | 皮納塔   | 2018年9月10日 | 0.4                | 1.40              | 0.7                   | 1.98                 | 1.1                  | 3.38                |
| 7  | 蠢事     | 2018年9月17日 | 0.4                | 1.35              | 0.5                   | 1.44                 | 0.9                  | 2.79a               |
| 8  | 庫沙塔   | 2018年9月24日 | 0.5                | 1.37              | 0.4                   | 1.42                 | 0.9                  | 2.79a               |
| 9  | 再見面   | 2018年10月1日 | 0.5                | 1.35              | 0.5                   | 1.74                 | 1.1                  | 3.10                |
| 10 | 贏家     | 2018年10月8日 | 0.5                | 1.53              | 0.6                   | 1.71                 | 1.1                  | 3.24                |

a 由於Live +7收視率不可用，因此使用Live +3收視率。

### 榮譽
| 典禮                         | 類別                                          | 入圍者 | 結果 | 來源   |
| ---------------------------- | --------------------------------------------- | --- | ---- | ------ |
| 2018年美國電影學會獎         | 年度電視節目 （英語：Television Programs of the Year）                       | 《絕命律師》 | 獲獎 | [ 48 ] |
| 第71屆黃金時段艾美獎         | 最佳劇情類劇集                                | 《絕命律師》 | 提名 | [ 49 ] |
| 第71屆黃金時段艾美獎         | 最佳劇情類劇集男主角                          | 鮑勃·奧登科克 | 提名 | [ 49 ] |
| 第71屆黃金時段艾美獎         | 最佳劇情類劇集男配角                          | 喬納森·班克斯 | 提名 | [ 49 ] |
| 第71屆黃金時段艾美獎         | 最佳劇情類劇集男配角                          | 詹卡洛·埃斯波西托 | 提名 | [ 49 ] |
| 第71屆黃金時段艾美獎         | 最佳劇情類劇集編劇                            | 彼得·古爾德、托馬斯·施瑙茲 ；憑“贏家”一集 | 提名 | [ 49 ] |
| 第71屆黃金時段創意藝術艾美獎 | 最佳劇情類劇集男客串演員                      | 邁克爾·麥基恩 | 提名 | [ 50 ] |
| 第71屆黃金時段創意藝術艾美獎 | 最佳音樂監督                                  | 托馬斯·戈盧比奇 ；憑“蠢事”一集 | 提名 | [ 50 ] |
| 第71屆黃金時段創意藝術艾美獎 | 最佳喜劇類或劇情類劇集音效剪輯（一小時）      | 庫爾特·尼古拉斯·福沙格（Kurt Nicholas Forshager）、凱瑟琳·馬德森（Kathryn Madsen）、馬克·庫克森（Mark Cookson）、 馬特·坦普爾（Matt Temple）、簡·博格爾-科赫（Jane Boegel-Koch）、傑森·紐曼（Jason Newman）、 傑夫·克蘭福德（Jeff Cranford）、格雷格·巴巴內爾 ；憑“話”一集 | 提名 | [ 50 ] |
| 第71屆黃金時段創意藝術艾美獎 | 最佳喜劇類或劇情類劇集混音（一小時）          | 拉里·本傑明（Larry Benjamin）、菲利普·W·帕爾默（Phillip W. Palmer）、凱文·瓦倫丁 ；憑“話”一集 | 提名 | [ 50 ] |
| 第35屆電視評論家協會獎       | 最佳劇情類成就                                | 《絕命律師》 | 獲獎 | [ 51 ] |
| 第9屆評論家選擇電視獎        | 最佳劇情類劇集                                | 《絕命律師》 | 提名 | [ 52 ] |
| 第9屆評論家選擇電視獎        | 最佳劇情類劇集男主角                          | 鮑勃·奧登科克 | 提名 | [ 52 ] |
| 第9屆評論家選擇電視獎        | 最佳劇情類劇集女配角                          | 蕾亚·塞洪 | 提名 | [ 52 ] |
| 第25届美国演员工会奖         | 最佳劇情類劇集男演員                          | 鮑勃·奧登科克 | 提名 | [ 53 ] |
| 第25届美国演员工会奖         | 最佳劇情類劇集整體演出                        | 喬納森·班克斯、雷納·博克、雷·坎貝爾（Ray Campbell）、詹卡洛·埃斯波西托、迈克尔·曼多、鮑勃·奧登科克、蕾亞·塞洪                                                                     | 提名 | [ 53 ] |
| 第71屆美國編劇工會獎         | 電視：劇情類劇集                              | 《絕命律師》 | 提名 | [ 54 ] |
| 第23屆衛星獎                 | 最佳男主角——劇情類電視劇                      | 鮑勃·奧登科克 | 提名 | [ 55 ] |
| 第55屆影音協會獎             | 最佳電視劇集音效混合成就獎——一小時 （英語：Outstanding Achievement in Sound Mixing for Television Series – One Hour） | 菲利普·W·帕爾默、拉里·本傑明、凱文·瓦倫丁、克里斯·納瓦羅（Chris Navarro）、斯泰西·邁克爾斯（Stacey Michaels） ；憑“話”一集                                                                        | 提名 | [ 56 ] |
| 第45屆土星獎                 | 最佳動作／驚悚電視劇集                        | 《絕命律師》 | 獲獎 | [ 57 ] |
| 第45屆土星獎                 | 最佳電視男配角                                | 喬納森·班克斯 | 提名 | [ 57 ] |
| 第45屆土星獎                 | 最佳電視女配角                                | 蕾亞·塞洪 | 提名 | [ 57 ] |
| 第45屆土星獎                 | 最佳電視客串演員                              | 雷納·博克 | 提名 | [ 57 ] |

## 家庭媒體
該季於2019年5月7日以藍光光碟和DVD（1區）形式發行。該發行套裝包括所有10集，以及每集的評論音軌和一些幕後花絮。

## 國際廣播
該季於美國以外的某些國際市場在Netflix上發佈，劇集在AMC播出後的第二天即可觀看。

## 相關媒體

### 《牧歌電氣安全培訓》
與上一季的《炸雞兄弟員工培訓》（英語：Los Pollos Hermanos Employee Training）類似，AMC於第四季播出期間在YouTube和社交媒體帳戶上發佈名為《牧歌電氣安全培訓》（英語：Madrigal Electromotive Security Training）的一系列十條短片，短片結合班克斯飾演麥克的真人鏡頭和動畫片段，內容為麥克對“牧歌電氣”（“Madrigal Electromotive”）新聘保安員提供的培訓。該系列曾獲提名黃金時段艾美獎最佳喜劇類或劇情類劇集短片，但電視藝術科學學院發現該系列的時間長度不達該類別的標準後取消其提名，學院表示“該決定絕不會貶低《牧歌電氣安全培訓》的質量或班克斯先生在系列中的表現”。

## 外部連結
- 《絕命律師》– 官方網站
- 在Netflix上觀看《絕命律師》
- 互联网电影数据库（IMDb）上《絕命律師》的资料（英文）
- 爛番茄上《絕命律師第四季》的資料（英文）
- Metacritic上《《絕命律師》第四季》的資料